# Johannes Scheuchzer

Johannes Scheuchzer

Johannes Scheuchzer (* 20. März 1684 in Zürich; † 8. März 1738 ebenda) war ein Schweizer Arzt und Botaniker. Er ist nicht mit seinem Neffen Johann Caspar Scheuchzer (1702–1729) zu verwechseln, der auch Arzt und Naturforscher war.

## Leben und Wirken
Johannes Scheuchzer ist der Sohn des Zürcher Stadtarztes Johann Jakob Scheuchzer († 1688) und der jüngere Bruder von Johann Jakob Scheuchzer. Durch den frühen Tod seines Vaters bedingt wuchs er unter dem Einfluss seines älteren Bruders auf und begleitete diesen auch auf dessen Reisen.
1703 trat er in die Dienste des holländischen Militärs. Hier lernte er Luigi Ferdinando Marsigli kennen, begleitete ihn auf dessen Reisen in die Schweiz, die Niederlande und nach England und ging schließlich als dessen Sekretär nach Bologna. 1705 schrieb er für die von Marsigli gegründete Akademie (ab 1711 als Accademia Clementina bekannt) u. a. eine Abhandlung über die Schichtung der Gebirge. Scheuchzer war eng mit dem Geodät und Kartographen Johann Adam Riediger befreundet. Zusammen nahmen sie am Toggenburgerkrieg teil.
In Basel wurde er am 20. Januar 1706 mit der Schrift Dissertatio de usu historiae naturalis in medicina zum Doktor der Medizin promoviert. 1708 wurde er Mitglied der Leopoldina und veröffentlichte mit Agrostographiae Helveticae seine erste umfangreiche Arbeit über die Gräser der Schweiz, die als Beginn der Agrostologie (Gräserkunde) angesehen wird.
Scheuchzer kehrte nach Zürich zurück. Er bewarb sich vergeblich um eine Professur in Bologna und musste sich seinen Lebensunterhalt als Kaufmann verdienen. Von 1710 bis 1712 war er erneut in Holland, diesmal als Militärarzt. Auch während des Toggenburgerkrieges diente er als Arzt.
In den folgenden Jahren bemühte er sich vergeblich um Professuren in Basel, Padua und Zürich. Sein Wunsch nach einer gesicherten Anstellung erfüllte sich erst im Juni 1723, als ihn der Große Rat der Stadt Zürich zum Landschreiber der Grafschaft Baden ernannte.
Nach dem Tod seines Bruders wurde er 1733 dessen Nachfolger als Oberstadtarzt in Zürich. Er wurde Mitglied des Chorherrenstifts und Professor für Physik am Carolinum.

## Ehrungen
Carl von Linné benannte ihm und seinem Bruder Johann Jakob Scheuchzer zu Ehren die Gattung Scheuchzeria der Pflanzenfamilie der Blumenbinsengewächse (Scheuchzeriaceae).

## Schriften (Auswahl)
- Dissertatio de usu historiae naturalis in medicina. 1706 – Dissertation.
- Commentariolus de thermis Fabariensibus. 1707
- Agrostographiae Helveticae prodromus, sistens binas .Graminum Alpinorum hactenus non descriptorum, & quorundam ambiguorum decades. Zürich 1708.
- Schediasma de montium origine. 1709.
- Operis agrostographici idea, seu, Graminum, juncorum; cyperorum, cyperoidum, iisque affinium methodus. Zürich 1719.
- Agrostographia sive graminum, iuncorum, cyperorum, cyperoidum, iisque affinium historia. Zürich 1719.

## Nachweise
- Georg von Wyß: Scheuchzer, Johannes. In: Allgemeine Deutsche Biographie (ADB). Band 34, Duncker & Humblot, Leipzig 1892, S. 708–710.